# Virágh Gyula
Virágh Gyula (Huszt, 1880. december 1. – Munkács, 1949. március 22.) festő.

## Életútja
A budapesti Mintarajziskolában Balló Ede tanítványa volt, majd Münchenben Hollósy Simon magániskolájában képezte magát tovább és Ludwig von Löfftz is oktatta. Itt nagy sikert aratott kiállított képeivel. 1900-tól 1903-ig a nagybányai szabadiskolában tanult, majd 1903-ban Munkácsra költözött. Harcolt az első világháborúban, betegen került haza a frontról. Munkásságát Ungváron és Munkácson fejtette ki, főként portrékat, életképeket és egyházi témájú falképeket készített akadémikus stílusban. Művei megtalálhatók az ungvári Kárpátaljai Képzőművészeti Múzeumban. A munkácsi kolostor mennyezetképe is az ő műve.